# Piloña
Piloña is een gemeente in de Spaanse provincie en regio Asturië met een oppervlakte van 283,89 km². Piloña telt 7.311 inwoners (1 januari 2016).
De belangrijkste woonkern in de gemeente is Infiesto.

## Demografische ontwikkeling
Bron: INE, 1857-2011: volkstellingen